# Epic Meal Time
Epic Meal Time（エピック・ミールタイム） は YouTube上で配信されている料理番組。主に肉や酒を使い、とてもカロリーの高い料理を作ることで知られる。2010年10月から開始し、毎週火曜日に更新している。2012年12月からは、新たに「Epic Chef」という企画を毎週木曜日に撮影、金曜日に更新している。内容は、2人の料理人を招き、アルコール、ブリーフケースいっぱいのベーコン、その他材料をランダムに指定し、どちらがよりepicな料理を作ったかを、YouTuberである審査員とHarley Morensteinが決めるものである。

## 略歴
この番組のアイデアは、Morensteinが、ターミネーターのテーマソングに合わせ、ウェンディーズのハンバーガーを食べているのを撮影したときに創られた。彼らはYouTube上で動画を配信し、大きなヒットを飛ばした。彼らはエピック・ミールタイムとしての最初のエピソードを「The Worst Pizza Ever!」(史上最悪のピザ！)と題し、映像化することに決めた。このエピソードでは、彼らは、ケンタッキーフライドチキンのポップコーン・チキン、タコベルのCrunchwrap Supreme（タコス）、マクドナルドのビッグマックとチキン・ナゲット、ウェンディのBaconatorとフライドポテト、A&W Teenバーガー（ベーコン・チーズバーガー）とオニオンリングを含んでいる「ファーストフード・ピザ」と、チーズ・ピザをつくった。
これらの食事は、合計5,210カロリーと286グラムの脂肪を含んだ。 この映像は、2010年10月17日にYouTubeに投稿された。